# Unaspis assimilis
Unaspis assimilis är en insektsart som först beskrevs av William Miles Maskell 1889.  Unaspis assimilis ingår i släktet Unaspis och familjen pansarsköldlöss. Inga underarter finns listade i Catalogue of Life.